# 孔子和平獎
孔子和平獎是民间组织“中國鄉土藝術協會”於2010年12月創辦、並由民间组织“中国国际和平研究中心”繼辦的獎項，用以頒發給「對和平有貢獻的人」及「宣示中國與亞洲的和平觀和人權觀」。
最初在中國鄉土藝術協會創立本獎時，由於2010年的諾貝爾和平獎得主為在獄中的中华人民共和国持不同政见者劉曉波，因此外界質疑该组织倉促舉辦及頒發此獎項的目的是為抵制諾貝爾和平獎，以期維持中國的國際形象。中華人民共和國文化部否認其與孔子和平獎的關聯，甚至多次叫停孔子和平奖，并于2011年9月正式取缔了孔子和平獎及其组织单位。由於被中国内地官方禁止辦理，该奖项10月改在香港特别行政区注册成立，并由香港民间组织“中国国际和平研究中心”继续举办。
目前只有中國佛教協會前會長一誠法師正式出席過頒獎典禮領獎，其餘歷年所有獲獎者都拒絕領獎。不過，2016年的獎項頒發給了中國犧牲的維和部隊成員，由於得主已經過世，因此以追贈的方式領取，使得獎項順利頒發。2018年，孔子和平獎因無支持，隨著主辦單位中国国际和平研究中心解散而停止運作。

## 歷史
2010年10月8日，諾貝爾委員會宣佈在獄中的中华人民共和国民主运动人士劉曉波獲得諾貝爾和平獎後，中国官方稱劉曉波為罪犯，沒有資格取得和平獎，並呼籲其他國家抵制諾貝爾和平獎頒獎禮，有俄羅斯、哈萨克斯坦、哥倫比亞、伊朗、蘇丹、古巴等18個國家拒絕出席。其後，《人民日報》轄下的《環球時報》發表文章表示政府應另起爐灶設立「孔子和平獎」，利用孔子的知名度，宣示中國的和平觀和人權觀。雖然官方對此反應冷淡，但隨後，中國一個民間機構於12月8日宣佈另起爐灶設立孔子和平獎以讚揚對祖國有深遠貢獻之人士，評獎委員會主席為北京師範大學哲學博士譚長流。譚表示他們並不是政府機構，但承認與中華人民共和國文化部有合作關係。而中国文化部否認與「孔子和平獎」有任何關連，並表示連名字也未聽過，並不知情。

### 首屆提名及獲獎者
首屆得獎者共有8個提名，包括鼓勵全球富豪捐出一半身家作慈善的比尔·盖茨、南非前总统曼德拉、美国前总统吉米·卡特、巴勒斯坦總統阿巴斯、北京认定的第十一世班禅额确吉杰布、雜交水稻專家袁隆平、詩人譙達摩以及中國國民黨榮譽主席連戰。其中一名被提名的譙達摩是頒發「孔子和平獎」的副會長。
最終，大會於諾貝爾和平獎頒獎典禮前一天（2010年12月8日）公佈連戰獲得第一屆的「孔子和平獎」，委員會稱這是表揚他對两岸溝通的貢獻。不過，連戰辦公室表示從未知道獲獎，不願置評，他本人也不會出席在北京舉行的頒獎禮。
「頒獎典禮」于12月9日下午在中國北京新闻大厦举行，當天連戰人在台灣，未到北京領獎。但司儀現場宣布，「由於眾所周知的原因，連戰先生今天未能親到現場領獎，為此，我們邀請了一位小朋友，代連戰爺爺上台領獎。」並聲稱連戰已默認「領獎」。

#### 評選委員會
「孔子和平獎」的評選委員會是由五名北京學者所組成，包括清華大學哲學系教授羊滌生、北京大學西班牙語教授趙振江、北京師範大學哲學系教授周桂鈿、北京大學研究員李繼興和主席譚長流。另外，據指該獎項的獎金為10萬元人民幣，委員會未透露資金來源。

### 廢止
第二届「孔子和平奖」於2011年9月底被中國文化部叫停。文化部在聲明中表示該獎項的設立違反了有關規定。同时，由中华社会文化发展基金会设立的“孔子世界和平奖”公益基金启动，但该奖也于10月初再被叫停。

### 重新啟動
被中國文化部叫停的「孔子和平獎」主辦機構，以中國國際和平研究中心名義，於2011年10月改在香港特別行政區註冊成立。該研究中心聲稱是一個純粹的民間學術機構，並安排於2011年11月13日公布第二屆孔子和平獎主得主，是次孔子和平獎的評委共有十六名。
第二屆「孔子和平獎」得主為俄羅斯總理普京，獲獎者將被頒發一尊孔子金像，以及獲獎證書。頒獎典禮將於2011年12月9日在中國北京東單新聞大廈舉行。普京领导的统一俄罗斯党评论文章指，孔子和平獎“一钱不值”。普京没有在出席颁奖仪式，由几名俄罗斯留学生代为领奖。孔庆东宣读了普京获奖的理由。他说，普京在担任俄罗斯总统和总理期间，政绩斐然，给俄罗斯人民带来了福祉。特别是，他在2011年春夏之交，坚决反对北约轰炸利比亚，为维护世界和平做出了杰出贡献。谯达摩表示，孔子雕像将通过俄罗斯驻华使馆或其他途径转交普京。2010年的奖金也没有转给连战，仍由第一届评委会主席代为保存。
2016年1月8日，中國文化部重申「孔子和平獎」與中國政府無關；同年3月16日，民政部民间组织管理局主管的中国社会组织网公布了首批「离岸社团」「山寨社团」名单，中国国际和平研究中心名列第16個。

### 再停辦
2018年5月11日，“中國國際和平研究中心有限公司”在香港註銷解散，孔子和平奖也随之停办。

## 得主
| 年份 | 得主     | 得主                                  | 所属国籍 | 理由 | 備注                                                                                           |
| ---- | -------- | ------------------------------------- | -------- | --- | ---------------------------------------------------------------------------------------------- |
| 2010 |          | 連戰                                  | 中華民國 | - 推動台灣海峽兩岸和平對話。 | 得獎者拒絕領獎，表態對此不知情，主辦單位安排一名小女孩「代領」。                               |
| 2011 |          | 弗拉基米尔·普京                       | 俄羅斯   | - 治理俄罗斯贡献良多。 - 反对北约干预利比亚内战。 | 得獎者拒絕領獎，俄羅斯執政黨網站還諷刺該獎「一文不值」，主辦單位安排數名俄羅斯留學生「代領」。 |
| 2012 |          | 科菲·安南                             |          | - 担任联合国秘书长期间改革及振兴联合国。 - 以“联合国阿盟叙利亚问题特使”身份斡旋于叙利亚危机。 | 得獎者没有出席領獎。                                                                           |
| 2012 |          | 袁隆平                                | 中国     | - 研发杂交水稻技术、为解决世界粮食问题作出贡献。 | 得獎者没有出席領獎。                                                                           |
| 2013 |          | 释一诚                                | 中国     | - 担任中国佛教协会会长期间改革及发展中国佛教。 - 在世界各地弘法利生、为世界和平作出贡献。 | 唯一出席领奖的得奖者，也是宗教界第一人獲獎。                                                   |
| 2014 |          | 菲德尔·卡斯特罗                       | 古巴     | - 在處理國際關係尤其是與美國關係時沒有用武力和暴力解決爭端和問題，這對解決當前國際爭端具重要啟示意義。 - 退休後與各國領導人和團體積極會晤，在強調消除核戰爭方面作出重要貢獻。                           | 得獎者没有出席領獎，主辦單位安排一名古巴留學生「代領」。                                       |
| 2015 |          | 羅伯·穆加比                           | 辛巴威   | - 構建辛巴威政治經濟秩序，造福辛巴威人民，並支持泛非主義和非洲獨立運動。 - 擔任非洲聯盟主席之後，積極推動非洲和平事業。                                                                                 | 得獎者拒絕領獎，認為是炒作名聲，並透過發言人斥「孔子和平獎」公信力存疑。                       |
| 2016 |          | 中国维和英雄： 申亮亮、 杨树朋、 李磊 | 中国     | - 2016年6月1日，申亮亮在马里共和国维和时遭遇恐怖袭击牺牲。2016年7月10日，杨树朋、李磊在南苏丹牺牲。作为中国维和战士，他们用自己年轻而宝贵的生命捍卫了世界和平。                                         | 由於得主已經過世，主辦單位以追贈方式安排申亮亮、杨树朋的家屬在其家鄉代領。                     |
| 2017 |          | 洪森                                  | 柬埔寨   | - 在擔任柬埔寨首相期間政績卓著，在內政外交方面均展現了東方最圓滿的智慧，給柬埔寨人民帶來了福祉。 - 曾表示柬埔寨不會支持南海仲裁案的結果，並呼籲有關方面通過雙邊談判解決分歧，為南海和平做出了非凡貢獻。 | 得獎者没有出席領獎。                                                                           |
| 2018 | （停辦） | （停辦）                              | （停辦） | （停辦） | （停辦）                                                                                       |

## 评价

### 正面意见
委員會主席譚長流強調這獎項並非官方頒發，其用意也非抗衡諾貝爾和平獎，而是希望從民間發揚和平理念。

### 負面意见
由於「孔子和平獎」被視為抗衡諾貝爾和平獎，因此該概念誕生時就出現了不少爭議，有中国大陆網民用「讓中國人汗顏的笑話」、「对孔子的亵渎」和「山寨和平奖」來形容此獎項。
獲得提名的譙達摩認為诺贝尔和平奖評選委員會規模過小（5个人），代表性不足。东西方对于“和平”和“人权”理解不同。他声称“孔子和平奖”评审委员会成员多数是中国哲学界大师。
香港中國事務問題專家劉銳紹表示，中共由「批林批孔」到「孔子和平獎」，乃「覺今是而昨非」的表現，政治私利壓倒一切、任意扭曲歷史和真理的霸氣。
孔子第76代傳人，香港天主教正義和平委員會幹事孔令瑜批評，對中共自設「孔子和平獎以打擊諾貝爾和平獎的舉動表示心痛」。
《经济学人》将「孔子和平奖」与纳粹德国为抵制诺贝尔和平奖1935年颁发给卡爾·馮·奧西茨基而设立的德國國家藝術與科學獎，以及1975年苏联阻止安德烈·萨哈罗夫领取诺贝尔和平奖的事作比较。
第二届「孔子和平奖」的几个「主办机构」：联合国世界和平基金会（與聯合國無關）、中国专家学者协会、世界和谐科学院、国际联合科学院等，疑似为自封头衔，实则克莱登大学一类的机构，这也可能是官方叫停的原因。
历史学家余英時指孔子和平獎是鬧劇一場，是一個笑話，對孔子也非常糟蹋。
2017年，柬埔寨首相洪森与菲律宾总统杜特尔特获提名为第八届孔子和平奖候选人。由于洪森正在大力打压国内反对派，而杜特尔特正授权警方“就地处决”任何涉毒嫌疑人，人权观察亚洲部副主任林海（Phelim Kine）在推特上批评此「和平獎提名名單」令「獨裁者愉快」。

## 外部連結
- China creates peace prize to rival Nobel 動新聞 （页面存档备份，存于）